# Nîvkî, Ovruci
Nîvkî (în ucraineană Нивки) este un sat în comuna Velîka Cernihivka din raionul Ovruci, regiunea Jîtomîr, Ucraina.

## Demografie
Componența lingvistică a localității Nîvkî
     Ucraineană (100%)
Conform recensământului din 2001, toată populația localității Nîvkî era vorbitoare de ucraineană (100%).